# Strada statale 125 Orientale Sarda
La strada statale 125 Orientale Sarda (SS 125) è un'importante strada statale italiana. È la più rapida e antica via di collegamento della Sardegna orientale.

## Storia
La strada statale 125 venne istituita nel 1928 con il seguente percorso: "Cagliari - Muravera - Tortolì - Dorgali - Siniscola - Terranova Pausania." Essa ricalca, pur con importanti modifiche infrastrutturali, il già ben collaudato stradone nazionale tracciato e costruito nella seconda metà dell'Ottocento, ancora in fase di ultimazione nel 1877 nel tratto di strada tra Orosei e Tortolì.
Nel 1935 il percorso venne variato introducendo una deviazione per Orosei.
Nel 1959 vi venne aggiunto un ulteriore tronco così definito: "Innesto S.S. n. 125 a Olbia - Arzachena - Innesto S.S. n. 133 presso Palau."

## Percorso
Ha origine a Cagliari, dal nord-est della città, e si dirige verso l'est dell'isola rimanendo nell'entroterra. Attraversa la località di San Gregorio, valica il passo di Arcu e Tidu, scende verso la gola di rio Cannas, territorio di Burcei, e prosegue verso San Priamo dopo il quale arriva in prossimità della costa. Prosegue quindi verso nord su un tracciato più ampio e attraversa i comuni di Muravera, Villaputzu e la piccola frazione di Quirra. Entra quindi nella provincia di Nuoro (Ogliastra), rimanendo sempre a qualche chilometro dalla costa; attraversa le località di Tertenia, Cardedu, Bari Sardo e Tortolì.

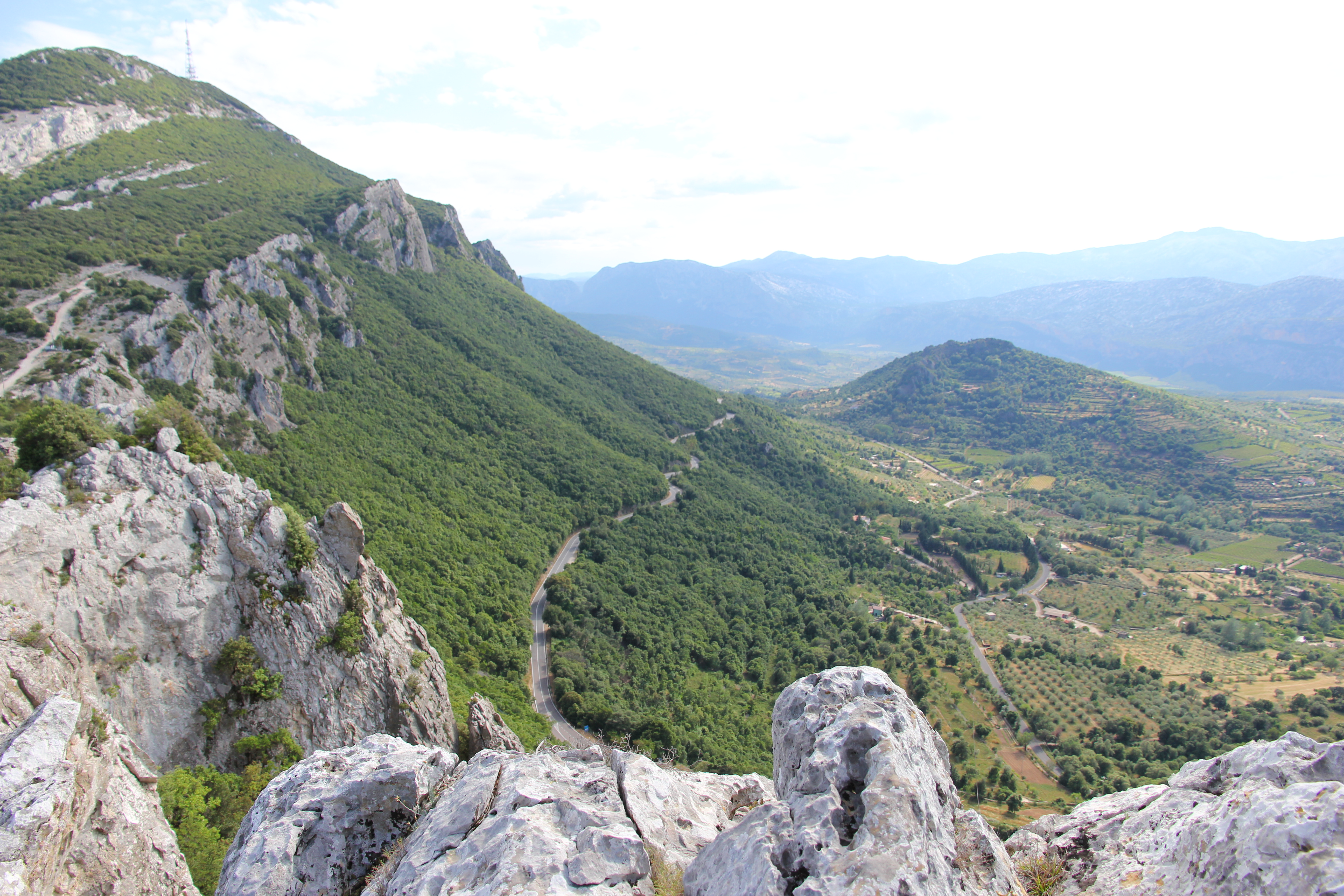
L'Orientale Sarda sotto monte Tului (Dorgali - NU)

Proseguendo, attraversa Lotzorai e Baunei, dopo il quale il tracciato diventa leggermente più impervio ed entra maggiormente nell'entroterra. Valicata la Genna Arramene, la Genna Coggina, la Genna Sarbene, e i passi di Ghenna ‘e Rugge, Ghenna ‘e Mesu, Ghenna ‘e Silana e Ghenna ‘e Petha nel Supramonte di Urzulei, la strada entra nel Nuorese. Il primo centro che attraversa, dopo oltre 50 km disabitati, è Dorgali, dove inizia a deviare verso la costa; prosegue quindi per Orosei, importante centro turistico (da dove è possibile raggiungere Nuoro per mezzo della strada statale 129 Trasversale Sarda), per poi arrivare dopo diversi chilometri al capoluogo della Baronia Siniscola e poi a Posada. Dopo pochi chilometri entra nella provincia di Sassari.
Il primo centro che si incontra è Budoni (qui la strada è praticamente sulla costa) e San Teodoro; in seguito si arriva a Porto San Paolo, di fronte al quale si trova l'isola Tavolara; prima di entrare a Olbia è possibile accedere all'aeroporto della città, il più importante del nord-est della Sardegna. Valicato il capoluogo, la strada si articola verso l'interno spostandosi dalla costa per dirigersi verso Arzachena, quindi termina innestandosi sulla strada statale 133 di Palau a circa un chilometro da Palau, nota località della costa nordorientale.

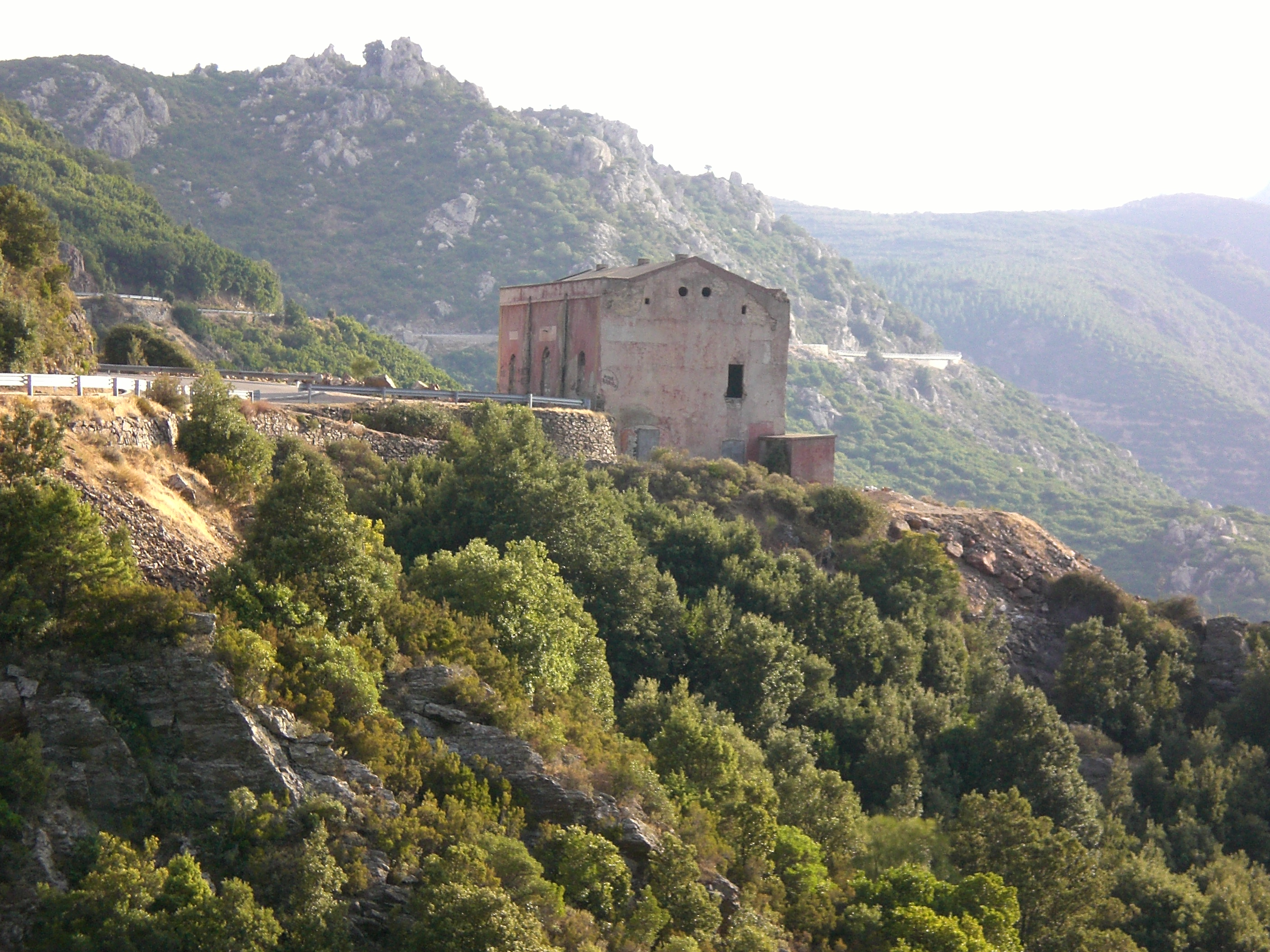
La vecchia cantoniera di Bidiculai, sulla SS 125 - Urzulei - NU

È particolarmente apprezzata dai mototuristi, in virtù delle innumerevoli curve e dei paesaggi spettacolari che attraversa.

## Dismissioni
A partire dagli anni 90 si sono svolti lavori per la realizzazione di varianti al tracciato originale della strada che permettessero un traffico più fluido e veloce e l'aggiramento di alcuni centri abitati. Il progetto di massima fu realizzato dall'ANAS nei primi anni novanta, con la collaborazione degli enti locali, inclusa l'allora Comunità montana dell'Ogliastra, con il fine di rendere la stessa Ogliastra più raggiungibile e vicina nei tempi di percorrenza al capoluogo di regione Cagliari.
L'apertura a tratti di questa nuova arteria ha portato alla dismissione di alcuni tronconi del tracciato della SS 125. In particolare nel corso del 2008 è stato dismesso il tratto compreso tra Tertenia (km 106,000) e Cardedu (km 122,500); nel 2009 è stata la volta invece del tratto compreso tra il nuraghe Asoru nel comune di San Vito (km 51,880) e la casa cantoniera di San Giorgio nel comune di Villaputzu (km 86,870, poi corretto in 86,794); un'ulteriore dismissione è invece datata 2012 e riguarda il tratto compreso tra Cardedu (km 122,500) e Bari Sardo (km 132,380).

## Strada statale 125 dir Orientale Sarda
La strada statale 125 dir Orientale Sarda (SS 125 dir) è una strada statale italiana. Funge da collegamento tra la strada statale 125 Orientale Sarda (da Tortolì) e la località portuale di Arbatax. È di fatto una strada urbana: i quartieri nuovi di Tortolì si sono sviluppati lungo quest'arteria, al punto che è nota quasi esclusivamente col nome di viale Arbatax. Sul lato nord è costantemente fiancheggiata dalla ferrovia che collega Cagliari al porto di Arbatax.

## Strada statale 125 var Orientale Sarda
L'importanza e la portata del traffico nelle aree sud-orientali hanno portato la necessità di rivedere una parte consistente del tracciato originale della SS 125 nelle province di Cagliari e dell'Ogliastra. Una nuova strada - denominata strada statale 125 var Orientale Sarda (SS 125 var) - è stata dunque progettata con l'intento di sopperire alla tortuosità del tracciato oltre all'attraversamento di diversi centri urbani della SS 125 nel tratto compreso tra Cagliari e Tortolì. La SS 125 var é una strada a scorrimento veloce a due corsie (una per senso di marcia), che semplifica il percorso (pur allungandolo), favorendone la sicurezza stradale, la scorribilità del flusso e un migliore collegamento di alcune località divenute nei decenni precedenti importanti mete turistiche.

La strada è stata inaugurata nel 2002 ed è stata conosciuta tutta o in parte anche come nuova strada ANAS 232 Nuova SS 125 (NSA 232) e nuova strada ANAS 251 Variante tra Tertenia e lo svincolo di Marina di Gairo (NSA 251). Parte del tracciato è ancora in costruzione.